# NGC 5745-3
NGC 5745-3 في الفهرس العام الجديد، هي مجرة، تقع في كوكبة الميزان. اكتشفت .

## روابط خارجية
- NGC 5745-3 على موقع ويكي سكاي: DSS2, SDSS, GALEX, IRAS, Hydrogen α, X-Ray, Astrophoto, Sky Map, Articles and images